# Philippe Danilo
Pour les articles homonymes, voir Danilo.
Philippe Danilo, né le 12 avril 1898 aux Fougerêts (Morbihan) et mort le 7 février 1984 à Vannes (Morbihan), est un homme politique français. 

## Biographie
Né dans le Morbihan, aux Fougerêts, Philippe Danilo y passa son enfance et son adolescence, dans une famille de cultivateur. Il a poursuivi ses études jusqu'au baccalauréat, puis devient représentant. Il se marie à Nantes, en 1922. Ce n'est qu'après la Seconde Guerre mondiale qu'il s'installe dans la banlieue lyonnaise. Il rejoint Rassemblement du peuple français (RPF) dès sa création par le Général de Gaulle au début de 1947. En 1953, le RPF étant de moins en moins actif, Philippe Danilo rejoint alors le Centre national des républicains sociaux.

## Détail des fonctions et des mandats

### Mandats locaux
Du 1947 au 1976, Philippe Danilo est élu maire de La Mulatière. 
Du Octobre 1947 à 1964, il est élu conseiller général du canton de Saint-Genis-Laval.

### Mandats parlementaires
Du 30 novembre 1958 au 9 octobre 1962, il est élu député de la 7e circonscription du Rhône : Il s’inscrit au groupe de l'Union pour la nouvelle République. Il siège à la Commission de la production et des échanges. Il fait quelques interventions dans l'hémicycle, notamment le 21 juillet 1961, où il interroge le secrétaire d’État aux finances, Valéry Giscard d’Estaing, sur l’opportunité du maintien des zones de salaires. Le 24 avril 1962, il est élu secrétaire de l’Assemblée nationale, poste qu'il occupera quelques mois. 
Du 25 novembre 1962 au 2 avril 1967, il est élu, pour son second mandat, député de la 7e circonscription du Rhône : il sera membre de la Commission de la Production et des échanges. À partir d'avril 1966, il rejoint la Commission des lois constitutionnelles, de la législation et de l’administration générale de la République. La même année, il est de nouveau élu secrétaire de l’Assemblée nationale. 
À partir du 12 mars 1967 au 30 mai 1968, il est élu, pour son troisième mandat, en tant que député de la 7e circonscription du Rhône
Du 30 juin 1968 au 1er avril 1973, il est élu, pour son dernier mandat de député de la 7e circonscription du Rhône : Comme lors de son premier mandat, il ’inscrit au groupe de l'Union pour la nouvelle République et siège à la Commission de la production et des échanges.